# Фердинанд-Жозеф-Франсуа де Крой
Фердинанд-Жозеф-Франсуа де Крой (фр. Ferdinand-Joseph-François de Croÿ; 17 июня 1644 — 10 августа 1694, Брюссель), герцог д'Авре и де Крой, князь Священной Римской империи, рейхсмаршал, гранд Испании 1-го класса, суверен Фенетранжа в Лотарингии, граф де Фонтенуа — военный и государственный деятель Испанских Нидерландов.

## Биография
Сын Филиппа-Франсуа де Кроя, герцога д'Авре, и Мари-Клер де Крой, герцогини д'Авре.
С 1653 года титуловался графом Фонтенуа и сеньором Туркуэна, а с 1664 — герцогом д'Авре.
Полковник валлонского полка, набранного в 1668 году на собственные средства для участия в Деволюционной войне.
Постановлением парижской счетной палаты от 12 мая 1670 допущен к аттестации и принесению оммажа за герцогство Крой, формально принадлежавшее в то время Эрнсту Богуславу фон Крою. Это решение было принято в рамках кампании Людовика XIV против узурпации дворянских титулов.
Было подтверждено, что область Крой в Пикардии, зависимая от Пикиньи, является простым герцогством (не пэрией), и владение передается герцогу д'Авре, вассалу Франции.
В том же году пожалован в рыцари ордена Золотого руна.
В июле 1686 года отправился из Нидерландов в Мадрид для принятия знаков достоинства, положенных ему как гранду Испании.

## Семья
Жена (контракт 24.10; брак 29.10.1668, замок Вайи, близ Амьена): Мари-Жозеф-Барб де Алевин (Аллюэн) (ум. 1713), дама де Вайи, Тиллуа, Амес, Сангат, Лёйи, Сен-Софльё, единственная дочь и наследница Александра-Тимолеона де Алевина (Аллюэна), сеньора де Вайи, капитана гвардии Гастона Орлеанского, и Мари-Иоланды-Барб де Бассомпьер
Дети:
- Мари-Тереза-Жозефа де Крой (27.11.1672—1721), придворная дама королевы Испании. Муж (13.03.1692): Гонсало Хосеф Ариас-Давила Колома[исп.], маркиз де Ногера, Наваррес и Касасола, вице-король Орана (ум. 1736)
- Мари-Эрнестина-Жозефа де Крой (3.11.1673—20.03.1714). Муж (25.03.1693): ландграф Филипп Гессен-Дармштадтский (1671—1736), имперский генерал-фельдмаршал
- Мари-Клер-Жозефа де Крой (15.06.1679—1744/1749). Муж: маркиз Амбруаз-Жозеф де Эрзель[фр.] (1680—1759)
- Мари-Мадлен-Жозефа де Крой (25.06.1681—27.10.1755). Муж (12.1711): Паскуале Каэтано д’Арагона, граф д’Алиссе, старший сын герцога де Лауренцано
- Мари-Элизабет-Жозефа де Крой (3.07.1682—?)
- Шарль-Антуан-Жозеф де Крой (15.06.1683—20.09.1710), герцог д’Авре и де Крой
- Жан-Батист-Франсуа-Жозеф де Крой (30.05.1686—24.05.1727), герцог д’Авре и де Крой. Жена (5.06.1712): Мари-Анн-Сезарин Ланте делла Ровере (1693—1753), дочь Антонио Ланте Монтефельтро делла Ровере (1648 — 5.5.1716), 2-го герцога де Бомарцо, 1-го князя Бельмонте, и Луизы-Анжелики де Латремуй-Нуармутье
- Фердинанд-Жозеф-Франсуа де Крой (20.07.1688—1726)